# Harttia garavelloi
Harttia garavelloi är en fiskart som beskrevs av Oyakawa, 1993. Harttia garavelloi ingår i släktet Harttia och familjen Loricariidae. Inga underarter finns listade i Catalogue of Life.